# William Agada
William Agada (Bauchi, 1999. szeptember 17. –) nigériai labdarúgó, az amerikai Real Salt Lake csatára.

## Pályafutása
Agada a nigériai Bauchiban született. Az ifjúsági pályafutását az izraeli Makkabi Tel-Aviv akadémiájánál kezdte.
2018-ban mutatkozott be a Hapóél Katamón felnőtt keretében. 2020-ban az első osztályban szereplő Hapóél Jeruzsálemhez igazolt. A 2020–21-es szezonban a Hapóél Haifa csapatát erősítette kölcsönben. 2022. július 7-én másféléves szerződést kötött az észak-amerikai első osztályban érdekelt Sporting Kansas City együttesével. Először a 2022. július 24-ei, Los Angeles ellen 2–0-ra elvesztett mérkőzés 84. percében, Khiry Shelton cseréjeként lépett pályára. Első góljait 2022. augusztus 7-én, a LA Galaxy ellen hazai pályán 4–2-es győzelemmel zárult találkozón szerezte meg. 2025. április 23-án a Real Salt Lake szerződtette.

## Statisztikák
2023. április 9. szerint
| Klub                 | Szezon   | Osztály  | Bajnokság | Bajnokság | Kupa  | Kupa | Nemzetközi | Nemzetközi | Összesen | Összesen |
| Klub                 | Szezon   | Osztály  | Meccs     | Gól       | Meccs | Gól  | Meccs      | Gól        | Meccs    | Gól      |
| -------------------- | -------- | -------- | --------- | --------- | ----- | ---- | ---------- | ---------- | -------- | -------- |
| Sporting Kansas City | 2022     | MLS      | 12        | 8         | 1     | 0    | —          | —          | 13       | 8        |
| Sporting Kansas City | 2023     | MLS      | 7         | 1         | 0     | 0    | —          | —          | 7        | 1        |
| Összesen             | Összesen | Összesen | 19        | 9         | 1     | 0    | 0          | 0          | 20       | 9        |

## Sikerei, díjai
Sporting Kansas City
- US Open Cup
  - Döntős (1): 2024